# The Promised
The Promised è una raccolta del gruppo musicale britannico Simple Minds, pubblicata originariamente il 29 settembre 1997 dall'etichetta discografica Virgin Records e ristampata nel 2002.

## Tracce
1. Belfast Child 6:42
2. Don't You (Forget About Me) 4:18
3. Alive and Kicking 5:26
4. Someone, Somewhere in Summertime 4:36
5. New Gold Dream (81-82-83-84) 5:35
6. Sanctify Yourself 4:57
7. See the Lights 4:22
8. Waterfront 7:26
9. The American (2002 Digital Remaster) 3:50
10. She's a River 5:33
11. Hypnotised 5:53
12. Promised You a Miracle 3:55
13. Speed Your Love to Me 4:03
14. Glittering Prize 3:58
15. Let There Be Love 4:41
16. Mandela Day 5:43